# Two Black Cadillacs
Two Black Cadillacs è un singolo della cantante statunitense Carrie Underwood, pubblicato nel 2012 ed estratto dall'album Blown Away.
La canzone è stata scritta da Carrie Underwood, Hillary Lindsey e Josh Kear.

## Tracce
- Download digitale

1. Two Black Cadillacs – 4:59